# Шварцау-ам-Штайнфельде
Шварцау-ам-Штайнфельде (нем. Schwarzau am Steinfelde) — коммуна (нем. Gemeinde) в Австрии, в федеральной земле Нижняя Австрия. 
Входит в состав округа Нойнкирхен.  Население составляет 1843 человека (на 31 декабря 2005 года). Занимает площадь 9,75 км². Официальный код  —  31835.

## Политическая ситуация
Бургомистр коммуны — Альфред Фильц (СДПА) по результатам выборов 2005 года.
Совет представителей коммуны (нем. Gemeinderat) состоит из 19 мест.
- СДПА занимает 14 мест.
- АНП занимает 5 мест.